# Ямайский доллар

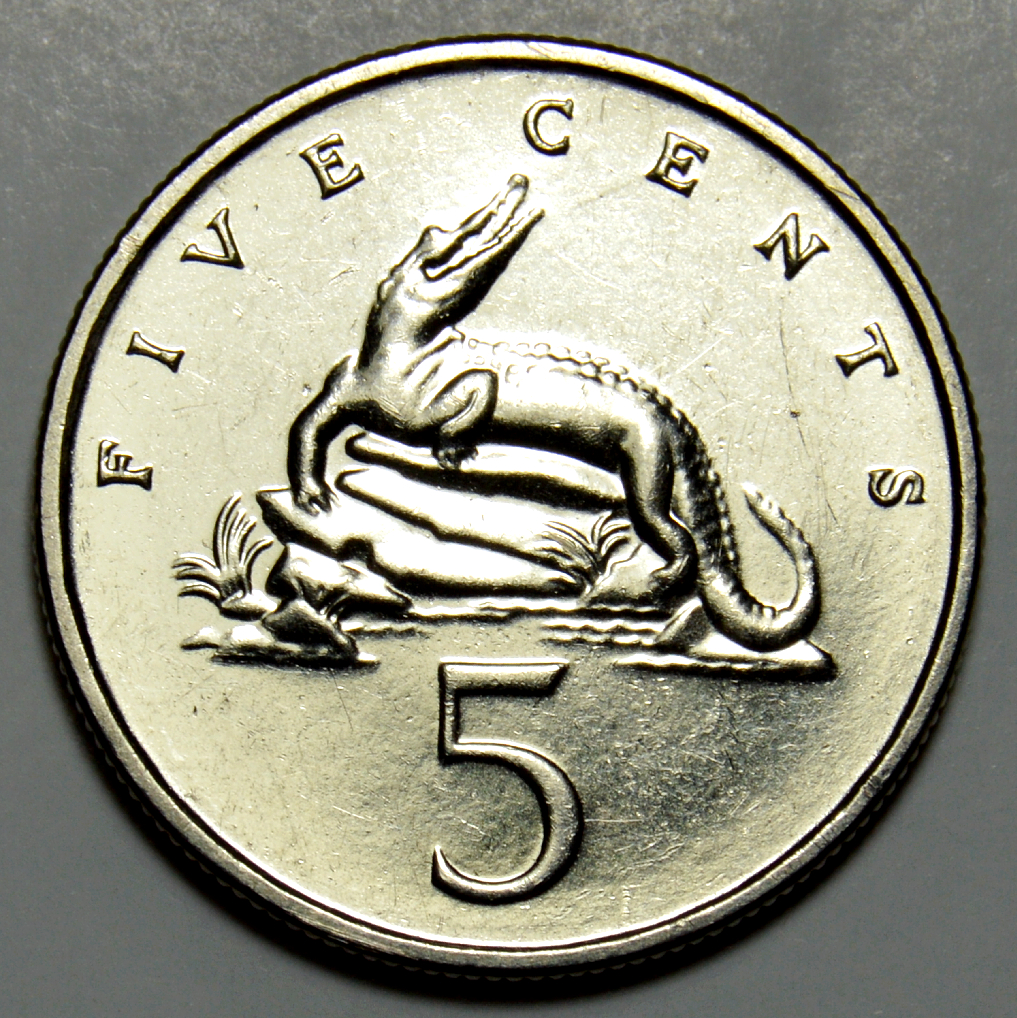
5 ямайских центов 1991 года (аверс)

Ямайский доллар (международное обозначение — JMD, внутри страны — JD или J$) — денежная единица Ямайки. Состоит из 100 центов. В обращении используются купюры достоинством 50, 100, 500, 1000, 2000 и 5000 долларов, а также монеты номиналом в 1, 5, 10 и 20 долларов.

## История
До 1840 года наравне с британским фунтом и монетами местных выпусков, обращались и монеты Испании. С 1840 до 1969 года денежной единицей был ямайский фунт. Кроме того, с 1955 по 1964 год имели хождение вест-индские доллары.
Ямайский доллар использовался в качестве официальной валюты на Каймановых островах до введения там в 1972 году собственной валюты — доллара Каймановых Островов.
В 2022 году премьер-министр Ямайки Эндрю Холнесс сообщил, что Банк Ямайки планирует ввести цифровую валюту центрального банка (CBDC) — цифровой ямайский доллар.